# Фокінське Лісництво (селище)
Фокінське Лісництво (рос. Фокинское Лесничество) — селище в Брянському районі Брянської області Російської Федерації.
Населення становить 36 осіб. Входить до складу муніципального утворення Новодарковицьке сільське поселення.

## Історія
Від 2005 року входить до складу муніципального утворення Новодарковицьке сільське поселення.

## Населення
| 2010 | 2013 |
| ---- | ---- |
| 39   | ↘36  |